# Attagenus addendus
Attagenus addendus là một loài bọ cánh cứng trong họ Dermestidae. Loài này được J. Sahlberg miêu tả khoa học năm 1903.